# Pop.
POP. – album studyjny polskiego rapera Miuosha. Wydawnictwo ukazało się 17 marca 2017 roku nakładem wytwórni muzycznej Fandango Records. Do płyty w wersji preorderowej dodawany był m.in. limitowany „POP.ticket”, umożliwiający dostęp do niepublikowanych materiałów.
Wydawnictwo uzyskało status złotej płyty.

## Lista utworów
Opracowano na podstawie materiału źródłowego.
1. „Nie” – 3:56
2. „Neony” (gościnnie: Soxso) – 4:11
3. „Produkcja” – 3:47
4. „Perseidy” – 4:13
5. „Koniec” (gościnnie: Myslovitz, itsmisslilly) – 3:52
6. „Nisko” – 3:16
7. „Tramwaje i gwiazdy” (gościnnie: Katarzyna Nosowska) – 3:37
8. „Kawa i papierosy” (gościnnie: Tomasz Organek) – 4:34
9. „Miasto szczęścia” – 5:20
10. „Traffic” (gościnnie: Piotr Rogucki) – 4:25
11. „Tu” (gościnnie: Soxso) – 3:42